# Nome postumo
Un nome postumo (cinese tradizionale: 諡號 o 謚號; cinese semplificato: 谥号, shì hào; giapponese 謚号shigō/tsuigō; coreano siho; vietnamita thụy hiệu) viene assegnato in molte culture ai membri della casa regnante dopo la loro morte.
La maggior parte dei monarchi della Cina, della Corea e del Vietnam, come pure tutti gli imperatori giapponesi, sono identificati comunemente con il loro nome postumo. I nomi postumi in Cina e in Vietnam erano attribuiti anche per onorare l'opera della vita di persone non aristocratiche, ad esempio quella di statisti di successo o guide spirituali.

## Imperatori cinesi
L'usanza di assegnare un nome postumo ha la sua origine nella dinastia cinese degli Zhou ed è quindi di ottocento anni più antica dell'uso del nome templare. La prima persona che ottenne un nome postumo fu Ji Chang (姬昌), che suo figlio Ji Fa (姬发) di Zhou chiamò "re cortese e civile" (文王). Sotto la dinastia Qin l'uso del nome postumo scomparve di nuovo, perché l'imperatore Shi Huang proclamò che era irrispettoso da parte degli "imperatori posteriori" (嗣皇帝) giudicare i loro antenati (gli "imperatori anteriori"; 先帝). Dopo la caduta della dinastia Qin l'uso dei nomi postumi fu ripresa di nuovo sotto la dinastia Han.
I nomi postumi di tutti i sovrani cinesi iniziano con il carattere del nome della dinastia corrispondente e finiscono con i due caratteri 皇帝 (huáng dì, cioè "imperatore"), che possono essere abbreviati in dì. Solo pochi sovrani ottennero il nome postumo anche senza l'aggiunta 皇 (huáng).
A partire dall'imperatore Xiaohui di Han i nomi di quasi tutti gli imperatori della Cina portavano il carattere 孝 (xiào, "filiale") dopo quello della dinastia. Esso indica la devozione fedele di un figlio al padre e la volontà e lo sforzo di continuarne l'opera nel modo migliore possibile. Dopo la dinastia Han le dinastie Tang, Song, Ming e Qing coltivarono questa usanza. Per gli imperatori Qing il carattere 孝 (xiào) è collocato in varie posizioni nella stringa dei caratteri, mentre nel caso delle imperatrici Qing a cui furono concessi nomi postumi è sempre in posizione iniziale.
Con il tempo il numero dei caratteri nei nomi postumi andò crescendo. Gli imperatori della dinastia Tang avevano da sette a diciotto caratteri, quelli della dinastia Qing anche ventuno. Così ad esempio il nome postumo completo dell'imperatore Shunzhi era: "l'imperatore dell'ordine, che segue i rituali celesti con fato solenne, destinato a unificare [l'impero], fonda con visioni estremamente dotate, ammira le arti, consolida il potere, di grande virtù e immani gesta, tende all'umanità, puramente filiale" (體天隆運定統建極英睿欽文顯武大德弘功至仁純孝章皇帝, : tǐ tiān lóng yùn dìng tǒng jiàn jí yīng ruì qīn wén xiǎn wǔ dà dé hóng gōng zhì rén chún xiào zhāng huáng dì).
Tra le donne quella che ottenne il nome postumo più lungo fu all'imperatrice madre Cixi: "l'imperatrice che è ammirevolmente filiale, promuove la gentilezza, dalla salute benedetta, manifesta grande contentezza, solenne sincerità, dalla grande longevità, merita fervida ammirazione, esprime venerazione, prospera sotto un cielo beato, dall'aspetto sacro" (孝欽慈禧端佑康頤昭豫庄誠壽恭欽獻崇熙配天興聖顯皇后, xiào qīn cí xǐ duān yòu kāng yí zhāo yù zhuāng chéng shòu gōng qīn xiàn chóng xī pèi tiān xīng shèng xiǎn huáng hòu).
I nomi postumi potevano essere elogi (褒字) o biasimi (贬字). Poiché vi sono più forme di elogio che di biasimo, i nomi postumi in cinese sono chiamati comunemente anche "nomi rispettosi" (尊号, zūn hào). Le regole per la scelta dei nomi sono descritte dettagliatamente nei Racconti del Grande Storico di Sima Qian. Ecco alcune di quelle linee guida:
- Elogi
  - I sovrani con un governo durevole e ragionevole (刚强理直) ricevono il nome "marziali" (武, wǔ). Questo è uno dei nomi più onorevoli.
  - I sovrani che erano molto ben disposti verso il popolo e attenti ai suoi bisogni (愍民惠礼) sono chiamati "civili" (文 wén). Questo è uno dei nomi più onorevoli.
  - I sovrani che incoraggiano i dotati e stimano la rettitudine (尊贤贵义) sono chiamati "riverenti" (恭 gòng).
  - I sovrani dai modi amichevoli e benevoli (温柔圣善) sono chiamati "benigni" (懿 yì).
  - I sovrani che aiutano il popolo per rettitudine (|由义而济) sono chiamati "ammirabili" (景 jǐng).
  - I sovrani che trattano il popolo con compassione per indole gentile (柔质慈民) sono chiamati "compassionevoli" (惠 huì).
  - I sovrani che tolgono di mezzo le minacce e reprimono la crudeltà (除残去虐) sono chiamati "tāng" (汤). Probabilmente questo titolo deriva dal celebre re Cheng Tang (成汤), il fondatore della dinastia Shang.
  - I sovrani sotto il cui governo il popolo è felice (安民立政) sono chiamati "costruttivi" (成 chéng). Presumibilmente anche questo nome si lega al re Cheng Tang.
  - I sovrani premurosi e lungimiranti (果虑果远) sono chiamati "brillanti" (赶 gǎn).
  - I sovrani che annunciano al popolo la loro virtù e rettitudine (布德执义) sono chiamati "maestosi" (穆 mù).
  - I sovrani che ingrandiscono il loro regno in modo aggressivo (辟土服远) sono chiamati "amanti delle scoperte" (桓 huán).
  - Ai fondatori di dinastie è riservato il titolo particolare "(altamente) rispettato" (高 gāo).
- Biasimi
  - I sovrani che ebbero vite brevi senza grandi conquiste (短折不成) ricevono il nome "periti prematuramente" (殇 shāng).
  - I sovrani con depressioni croniche (spesso a causa di difficoltà politiche) (在国连忧) sono chiamati "miseri" (愍 mǐn).
  - I sovrani che periscono presto a causa di salute cagionevole (蚤孤短折) sono chiamati "degni di pietà" (哀 āi).
  - I sovrani che si dedicano ai sacrifici per i loro antenati (肆行劳祀), sono chiamati "afflitti" (悼 dào).

In definitiva questi nomi erano assegnati in modo soggettivo, ripetitivo e molto stereotipato, tanto da risultare spesso arbitrari. La maggior parte furono attribuiti da storici di corte sulla base delle azioni buone o cattive compiute dai vari sovrani. In Cina il processo di assegnazione di titoli postumi è detto "denominazione postuma retroattiva" (追谥).

## Imperatori giapponesi
I nomi postumi degli imperatori giapponesi sono chiamati teigō (帝号, letteralmente "nomi dell'imperatore"). In aggiunta all'appellativo Tennō (天皇, letteralmente "sovrano celeste", solitamente tradotto come "imperatore") che è parte del nome postumo di tutti gli imperatori giapponesi, la maggior parte sono composti da due caratteri kanji, sebbene alcuni siano composti da tre. Alcuni nomi sono assegnati a distanza di parecchie generazioni: questo avviene ad esempio con gli imperatori Jimmu e Antoku. Altri sono dati immediatamente dopo la morte, come quello dell'imperatore Monmu.
Molti hanno nomi di tipo cinese, ad esempio:
- Jimmu (神武天皇 Jinmu Tennō, letteralmente "divina potenza")
- Nintoku (仁徳天皇 Nintoku Tennō, letteralmente "umana virtù")
- Ōjin (応神天皇 Ōjin Tennō, letteralmente "colui che risponde agli dei").

Alcuni invece hanno nomi di tipo giapponese. Ad esempio:
- dal luogo di nascita o di residenza:
  - Saga (嵯峨天皇 Saga Tennō), denominato da un palazzo (院 in)
  - Ichijō (一条天皇 Ichijō Tennō), denominato da una residenza ufficiale (邸 tei)
  - Kōmyō (光明天皇 Kōmyō Tennō), denominato da un tempio
  - Higashiyama (東山天皇 Higashiyama Tennō), denominato da una collina
- da ammirevoli qualità morali che ricordano quelle di un imperatore anteriore; a tal fine si aggiunge Go (後, letteralmente "posteriore") come prefisso al nome dell'imperatore anteriore:
  - Go-Ichijō (後一条天皇 Go-Ichijō Tennō)
  - Go-Daigo (後醍醐天皇 Go-Daigo Tennō)
  - Go-Sakuramachi (後桜町天皇 Go-Sakuramachi Tennō)
- da una combinazione dei nomi postumi di due imperatori precedenti:
  - Genmei (元明天皇 Genmei Tennō) + Genshō (元正天皇 Genshō Tennō) = Meishō (明正天皇 Meishō Tennō)
  - Shōtoku (称徳天皇 Shōtoku Tennō) + Kōnin (光仁天皇 Kōnin Tennō) = Shōkō (称光天皇 Shōkō Tennō).

Dalla morte di Mutsuhito (明治天皇 Meiji Tennō) nel 1912 il nome postumo di un imperatore veniva sempre legato all'era corrispondente, in questo caso il periodo Meiji. Ad esempio, dopo la sua morte Hirohito fu rinominato formalmente Imperatore Shōwa (昭和天皇 Shōwa Tennō) dalla sua era; i giapponesi ora si riferiscono a lui solo con quel nome. Hirohito era il suo nome d'origine, ma la maggior parte dei giapponesi non si riferisce mai ai propri imperatori con i loro nomi d'origine, poiché secondo l'etichetta ciò viene ritenuto offensivo.

## Re e imperatori coreani
In Corea i nomi postumi vennero utilizzati a partire dall'antico impero Gojoseon. Occorre comunque precisare che, anche se i re e gli imperatori coreani avevano spesso nomi postumi molto elaborati, essi oggi sono conosciuti soprattutto con i loro nomi templari.
Tra gli imperatori di Gojoseon si ricordano i seguenti nomi postumi: imperatore Dangun (hangŭl: 단군왕검; hanja: 檀君王儉), imperatore Buru di Gojoseon (hangŭl:부루 단군; hanja: 夫婁檀君), imperatore Heuldal (hangŭl: 흘달; hanja: 屹達), imperatore Gumul (hangŭl: 구홀; hangŭl: 丘勿) e imperatore Goyeolga (hangŭl: 고열가; hanja: 古列加).

## Nomi postumi particolari
In Cina, Vietnam e Corea talvolta era abituale assegnare nomi postumi a eminenti personalità, anche se non avevano legami di parentela con la casa regnante.
- Confucio
- Laozi
- Yi Sun Sin (nome postumo Chungmu).

Spesso i diretti antenati del primo imperatore di una dinastia ricevevano ugualmente dei nomi postumi, anche se questi antenati a quel tempo non erano teste coronate.
- Cáo Cāo, principe di Wei e ultimo cancelliere della dinastia Han, creò la potenza della dinastia Wei, che fu fondata da suo figlio Cao Pi. Da quest'ultimo Cao Cao fu chiamato postumamente imperatore Wu di Wei (魏武帝).
- Sima Zhao, principe di Jìn e reggente della dinastia nel periodo dei tre regni, fu il padre del primo imperatore Jìn Sima Yan (imperatore Wu di Jìn). Anche se egli stesso non fu mai imperatore, Sima Zhao ricevette il titolo postumo imperatore Wen di Jìn. Suo figlio Sima Yi ricevette a sua volta un titolo postumo, imperatore Xuan di Jìn, nonché Gaozu come nome templare.

Un caso insolito di questa usanza dei nomi postumi si ebbe per Laozi. La famiglia della dinastia Tang lo considerò come padre della propria stirpe e gli assegnò il nome postumo imperatore di Xuanyuan.